# Aleksandra Szwed
Aleksandra Szwed (ur. 8 sierpnia 1990 w Warszawie) – polska aktorka, piosenkarka, prezenterka telewizyjna, konferansjerka, projektantka mody, modelka i celebrytka, występująca sporadycznie również w programach kabaretowych.

## Życiorys

### Rodzina i edukacja
Jest córką Polki i Nigeryjczyka. Gdy miała rok, jej ojciec opuścił rodzinę. Od szóstego roku życia, wychowywała się z matką i ojczymem.
Uczyła się w Gimnazjum nr 145 im. Jana Pawła II w Warszawie i 21 Społecznym Liceum Ogólnokształcącym im. Jerzego Grotowskiego w Warszawie. W 2014 roku ukończyła kulturoznawstwo w Szkole Wyższej Psychologii Społecznej w Warszawie i otrzymała tytuł zawodowy magistra.

### Kariera zawodowa
Jako dziecko należała do zespołu występującego z Majką Jeżowską i uczęszczała do Młodzieżowego Domu Kultury „Ochota”. Ogólnopolską rozpoznawalność zyskała rolą Elizy w serialu Rodzina zastępcza (1999–2009).

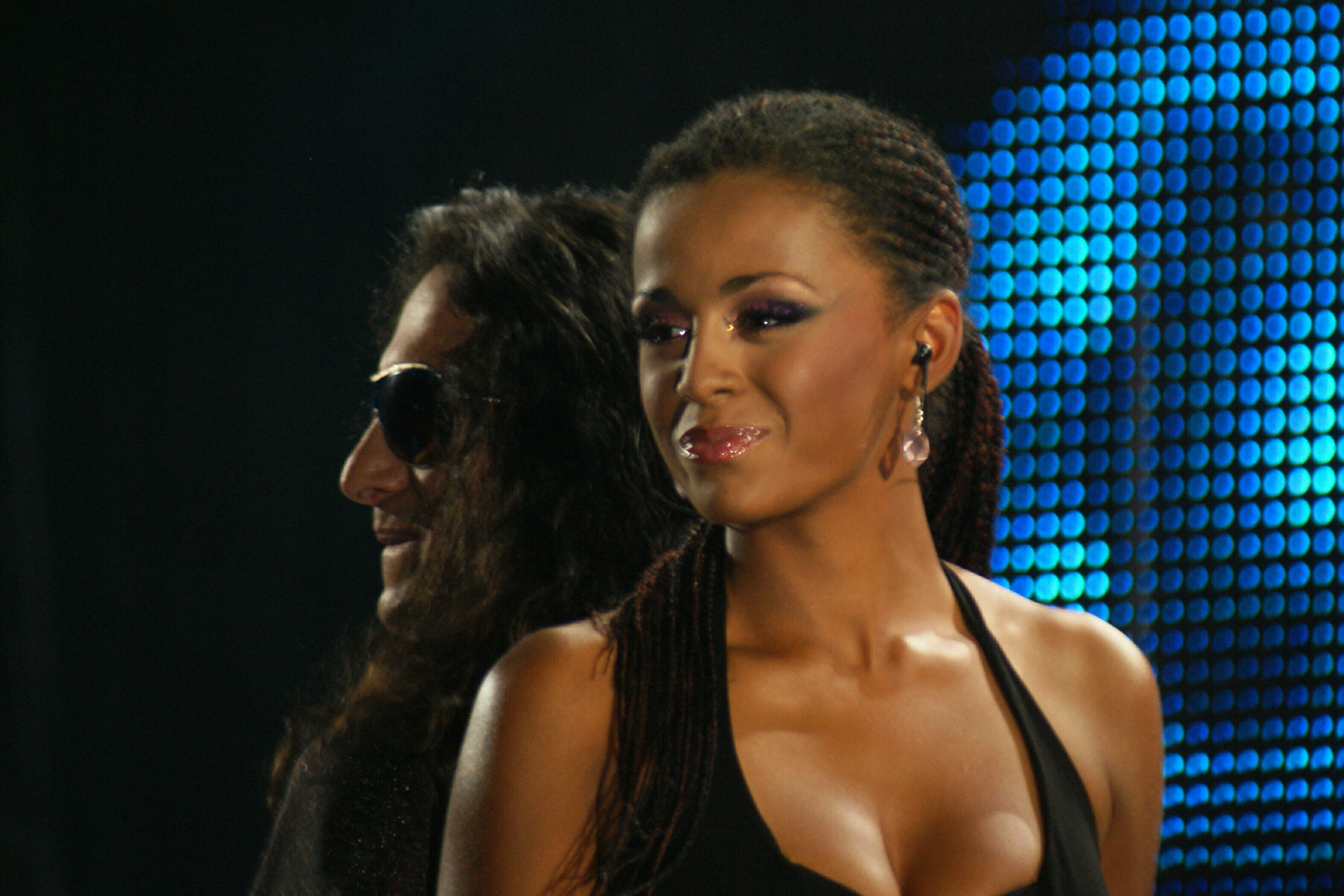
Szwed i Marco Bocchino podczas koncertu Piosenka dla Europy 2009

W 2008 zwyciężyła w finale drugiej edycji programu rozrywkowego Gwiazdy tańczą na lodzie oraz uczestniczyła w programach: Jak oni śpiewają i Fort Boyard. 14 lutego 2009 zajęła drugie miejsce w programie Piosenka dla Europy 2009, w którym zaśpiewała piosenkę „All My Life” w duecie z Markiem Bocchinem. W 2010 uczestniczyła w 11. edycji programu Taniec z gwiazdami. Dwukrotnie wystąpiła w rozbieranej sesji zdjęciowej dla magazynu „Playboy” (2010, 2012). W 2016 zwyciężyła w finale piątej edycji programu rozrywkowego Twoja twarz brzmi znajomo. W 2019 była jedną z jurorek programu Śpiewajmy razem. All Together Now i prowadziła program Ninja Warrior Polska. W 2020 uczestniczyła w programie TVP Star Voice. Gwiazdy mają głos, który po dwóch odcinkach został zawieszony z powodu epidemii COVID-19 w Polsce. Wiosną 2024 brała udział w programie rozrywkowym Twoja twarz brzmi znajomo. Najlepsi w Polsacie, w którym zajęła siódme miejsce.

## Życie prywatne
Spotykała się z Maciejem Dachem, dziennikarzem Robertem Stockingerem i Baronem, gitarzystą zespołu Afromental. Z nieformalnego związku z koszykarzem Krzysztofem Białkowskim ma syna Borysa (ur. 2015) i córkę (ur. 2021).
Była wychowywana w duchu katolickim i deklaruje się jako chrześcijanka, choć nie utożsamia się z żadną wspólnotą religijną.

## Teatr
- 2003: Teatr Rampa, musical O dobry dzień (wraz z zespołem tańca i muzyki „Tintilo”)
- 2003: Teatrzyk Lusterko, spektakl Eutedemis, czyli po drugiej stronie lustra – jako Eutedemis
- 2006: Teatrzyk Lusterko, spektakl Panna – jako Panna
- 2006: Teatrzyk Lusterko, spektakl Jaś i Małgosia, czyli ciemne ścieżki – jako Małgosia
- 2010: spektakl Antoine – jako Josephine Baker / Yvet (panna sklepowa) / Francis (asystentka Eleonory Roosevelt)
- 2012: Teatr „Capitol”, spektakl Dwie połówki pomarańczy – jako Alex
- 2013: Ale! Teatr, spektakl Siostrunie – Siostra Mary Leo
- 2016: spektakl Przepraszam, co pan tu robi? – jako Maria

## Filmografia

### Obsada aktorska
- 1999–2009: Rodzina zastępcza – jako Eliza
- 2008: Niania – jako Zoya (odc. 97)
- 2008: Daleko od noszy – jako uczennica Tola Wajdor (odc. 163)
- 2009: Teraz albo nigdy! – jako Franka Drabczyk (odc. 31, 33, 35–44)
- 2012: Ranczo – jako Marysia, przyjaciółka Jagny (odc. 76)
- 2012: Panienki z Park Avenue – jako Ewa
- 2013: Na krawędzi – jako Bayo Akijame (odc. 1–2, 13)
- 2013–2017: Barwy szczęścia – jako Liliana
- 2016: Rodzinka.pl – jako Aleksandra Wielopolska, korepetytorka Kacpra (odc. 180)
- 2018: Ojciec Mateusz – jako Monika (odc. 261)
- 2019: Raz jeszcze raz – jako Ewelina
- 2019: Fighter – jako Agata
- 2019: Miłość na zakręcie – jako Ewa
- 2021: Sexify – jako prezenterka/ sprzedawczyni (odc. 4)
- 2023: Lombard. Życie pod zastaw - jako Kalina, pracownica lombardu

### Dubbing
- 2015: Until Dawn – jako Emily[23]
- 2016: Battlefield 1 – jako Zara Ghufran[23]
- 2017: Torment: Tides of Numenera – jako Matkina[23]
- 2017: Star Wars: Battlefront II – jako Iden Versio[24]

## Wykonanie piosenek
- 2009: Klub Winx
- 2015: „Last Christmas” z zespołem Vintage Vegas

## Programy telewizyjne
- 1995–1996: Ziarno
- 1997–1999: Coś z niczego w 5-10-15
- Drozda Show
- 2005: Rozmowy w toku (TVN) – uczestniczka programu (odcinek poświęcony dziecięcym gwiazdom)
- 2008: Gwiazdy tańczą na lodzie (TVP 2) – uczestniczka 2. edycji; w parze ze Sławomirem Borowieckim, zwyciężczyni
- 2008: Jak oni śpiewają (Polsat) – uczestniczka 4. edycji, zajęła 3. miejsce.
- 2010: Taniec z gwiazdami (TVN) – uczestniczka 11. edycji; w parze z Robertem Rowińskim, zajął 9. miejsce
- 2010: Królowie Densfloru – uczestniczka 1. edycji, zwyciężczyni
- 2012: Operacja: Stylówa – prowadząca
- 2013: Ekipa na swoim (Polsat) – prowadząca[25]
- 2016: Twoja twarz brzmi znajomo (Polsat) – uczestniczka 5. edycji, zwyciężczyni
- 2018: Big Music Quiz – uczestniczka (odcinek 3)
- od 2018: Jaka to melodia? (TVP 1) – solistka
- 2019: Śpiewajmy razem. All Together Now (Polsat) – jurorka 2. edycji
- 2019: Ninja Warrior Polska (Polsat) – prowadząca
- 2020: Star Voice. Gwiazdy mają głos (TVP 2) – uczestniczka
- 2020: Anything Goes. Ale Jazda  (TVP 2) – uczestniczka
- 2025: Złote czasy telewizji (Antena HD)

## Dyskografia

### Single
- 2009: „All My Life” – duet z Markiem Bocchinem
- 2013: „Ach Ten Pan!” – debiut solowy
- 2015: „For Once in My Life” – singiel z zespołem Vintage Vegas
- 2016 „Ty coś w sobie masz” w wersji polskiej i „I Won't Give Up” w wersji anglojęzycznej.
- 2016 „Powiedz, że nie kochasz” – polska wersja piosenki „99 Luftballons”, debiut A. Szwed jako reżyserki teledysku[26].

### Gościnnie
- 2011: „Pomaganie jest trendy” (DKMS Team)[27]
- 2011: „Kiedy tracisz przyjaciela” (Team i Przyjaciele)[28]